# Philipp Hindermann
Philipp Martin Hindermann (* 12. Dezember 1796 in Basel; † 10. Januar 1884 ebenda) war ein Schweizer Lehrer und Dichter in Baseldeutsch.

## Leben

### Familie
Philipp Hindermann entstammte einer Familie aus dem aargauischen Beinwil, die 1833 in Basel eingebürgert wurde und der Brüdergemeinde angehörte.
Er war der Sohn des Ladengehilfen Johannes Hindermann (* 1762 in Boniswil; † 11. Januar 1829 in Basel) und dessen Ehefrau Susanna Katharina (* 3. Mai 1764 in Basel; † 27. Mai 1813 ebenda), Tochter des Maurergesellen Johann Ulrich Ernst (1734–1782).
Seit 1836 war er mit Maria Chrischona (* 9. Mai 1809 in Basel), Tochter des Polizeidirektors und Statthalters Richard Landerer (* 6. Mai 1782 in Basel), verheiratet; gemeinsam hatten sie einen Sohn.

### Werdegang
Philipp Hindermann besuchte in Basel die Schule der Brüdergemeinde, musste die Schule jedoch bereits 1808 im Alter von zwölf Jahren verlassen, weil der Vorsteher ihn als nicht bildungsfähig beurteilte. Daraufhin war zwar eine Ausbildung zum Schuster vorgesehen, allerdings konnte er dann bei Wilhelm Haas-Münch eine Schriftsetzerlehre beginnen, die ihn geistig mehr beschäftigte; unter anderem setzte er eine hebräische Bibel und brachte sich selbst Grundkenntnisse der Sprache bei. Durch den täglichen Umgang mit Büchern und wissenschaftlichen Arbeiten entstand in ihm der Wunsch, Lehrer zu werden.
Er konnte sich durch intensives Selbststudium und den Besuch von Kursen der Bildenden Gesellschaft sowie eines Vorbereitungskurses für das Lehramt beim Rektor des Gymnasiums Rudolf Hanhart (1780–1856), die notwendigen Kenntnisse aneignen und gründete 1829 eine Privatschule in Kleinbasel, bis er 1831, als Nachfolger von Johann Rudolf Kölner zum Hilfslehrer an die lateinische Stadtschule an der St.-Theodor-Pfarrkirche in Kleinbasel gewählt wurde; dort unterrichtete er, bis er 1864 aus gesundheitlichen Gründen, wegen eines Augenleidens, vorzeitig zurücktreten musste.

### Schriftstellerisches und öffentliches Wirken
Philipp Hindermann trat sowohl bei öffentlichen, als auch bei privaten Anlässen, so zum Beispiel beim sogenannten Gryffemähli in Kleinbasel, als Gelegenheits- und Dialektdichter auf.
Zwischen 1820 und 1830 dichtete er das Volkslied In der Schwiz, in der Schwiz, do simmer dihei und mit Humor und Ernst veröffentlichte er 1856, 1861 und 1866 eine Auswahl seiner Gedichte, die Adolf Socin als politisch-soziale Basler Reimchronik des 19. Jahrhunderts bezeichnete; 1886 folgte nach seinem Tod noch ein letzter Band.
Bereits früh lernte er Karl Rudolf Hagenbach kennen, dem er seine ersten Verse vorlegte, der ihn korrigierte und ermunterte weiter zu dichten.
Er pflegte auch eine Freundschaft mit dem Leipziger Buchhändler Johann Jacob Weber, dem er 1869 wegen seiner Augenerkrankung in Versform mitteilte:
Denn von zwei Augenfensterlein
Schlug mir das Schicksal eines ein;
Nun ist das andre doppelt lieb.
Jetzt geht’s mir, wie’s dem Geizhals geht,
Der hungrig vor dem Geldsack steht,
Und Taler einschiebt Zug um Zug:
Wir sehen beide nicht genug!

## Mitgliedschaften
Philipp Hindermann gehörte vielen Vereinen an, unter anderem der Gesellschaft zur Beförderung des Guten und Gemeinnützigen, der Basler Liedertafel, dem Basler Männerchor, den er 1826 mitgegründet hatte und war Vorsitzender der Gesellschaft zum Rebhaus, die bereits 1304 urkundlich erwähnt wurde.
Er war auch Mitglied im Verein Deutscher Philologen und Schulmänner.

## Schriften (Auswahl)
- Basel wie es ist. In: Blumenlese aus den neuen schweizerischen Dichtern, Band 2. Basel, 1860. S. 433–435.
- Der Samstig. In: J. P. Hebel – Festgabe zu seinem hundertsten Geburtstage. Basel, 1860. S. 317–321.
- Humor und Ernst. Basel, 1866.
- Das schöne Baselland. In: Baselbieter Heimatblätter, Band 30, Heft 1. 1965. doi:10.5169/seals-859747#15, S. 312–314.